# Oukuriella simulatrix
Oukuriella simulatrix är en tvåvingeart som beskrevs av Epler 1986. Oukuriella simulatrix ingår i släktet Oukuriella och familjen fjädermyggor.
Artens utbredningsområde är Colombia. Inga underarter finns listade i Catalogue of Life.